# Quatro Ribeiras
Quatro Ribeiras é uma freguesia do município da Praia da Vitória, na ilha Terceira, Região Autónoma dos Açores, com 13,09 km² de área e 322 habitantes (censo de 2021). A sua densidade populacional é 24,6 hab./km².
Situada sobre um maciço rochoso à beira-mar, em cota elevada, esta localidade é atravessada por quatro ribeiras - Ribeira Grande, Ribeira Pequena, Ribeira Seca e Ribeira do Almeida -, facto que lhe dá o nome.

## História
- Segundo as crónicas foi uma das primeiras povoações da ilha.
- Edificada em devoção a Santa Beatriz, aqui se encontra uma das primeiras igrejas da ilha, construída no século XV.

- Corria o ano de 1998 foram junto à orla costeira desta freguesia encontrados vestígios, actualmente  em estudo, que segundo os especialistas em escrita antiga são escritos rupestres deixados por navegadores, eventualmente Fenícios que terão passado por esta ilha séculos antes da sua descoberta oficial pelos portugueses.

## Demografia
A população registada nos censos foi:
| Distribuição da População por Grupos Etários | Distribuição da População por Grupos Etários | Distribuição da População por Grupos Etários | Distribuição da População por Grupos Etários | Distribuição da População por Grupos Etários |
| -------------------------------------------- | -------------------------------------------- | -------------------------------------------- | -------------------------------------------- | -------------------------------------------- |
| Ano                                          | 0-14 Anos                                    | 15-24 Anos                                   | 25-64 Anos                                   | > 65 Anos                                    |
| 2001                                         | 80                                           | 60                                           | 218                                          | 65                                           |
| 2011                                         | 55                                           | 59                                           | 215                                          | 65                                           |
| 2021                                         | 45                                           | 25                                           | 191                                          | 61                                           |

## Património natural
- Gruta das Pombas
- Baía das Quatro Ribeiras
- Costa das Quatro Ribeiras
- Pico dos Loiros
- Zona Balnear das Quatro Ribeiras

## Património edificado
- Chafariz do Cruzeiro (Quatro Ribeiras)
- Igreja de Santa Beatriz (Quatro Ribeiras)
- Império do Espírito Santo de Quatro Ribeiras
- Miradouro da Rocha Alta
- Miradouro dos Moinhos
- Ponte Grande (Quatro Ribeiras)
- Porto das Quatro Ribeiras